# Sveriges damlandskamper i fotboll 2016

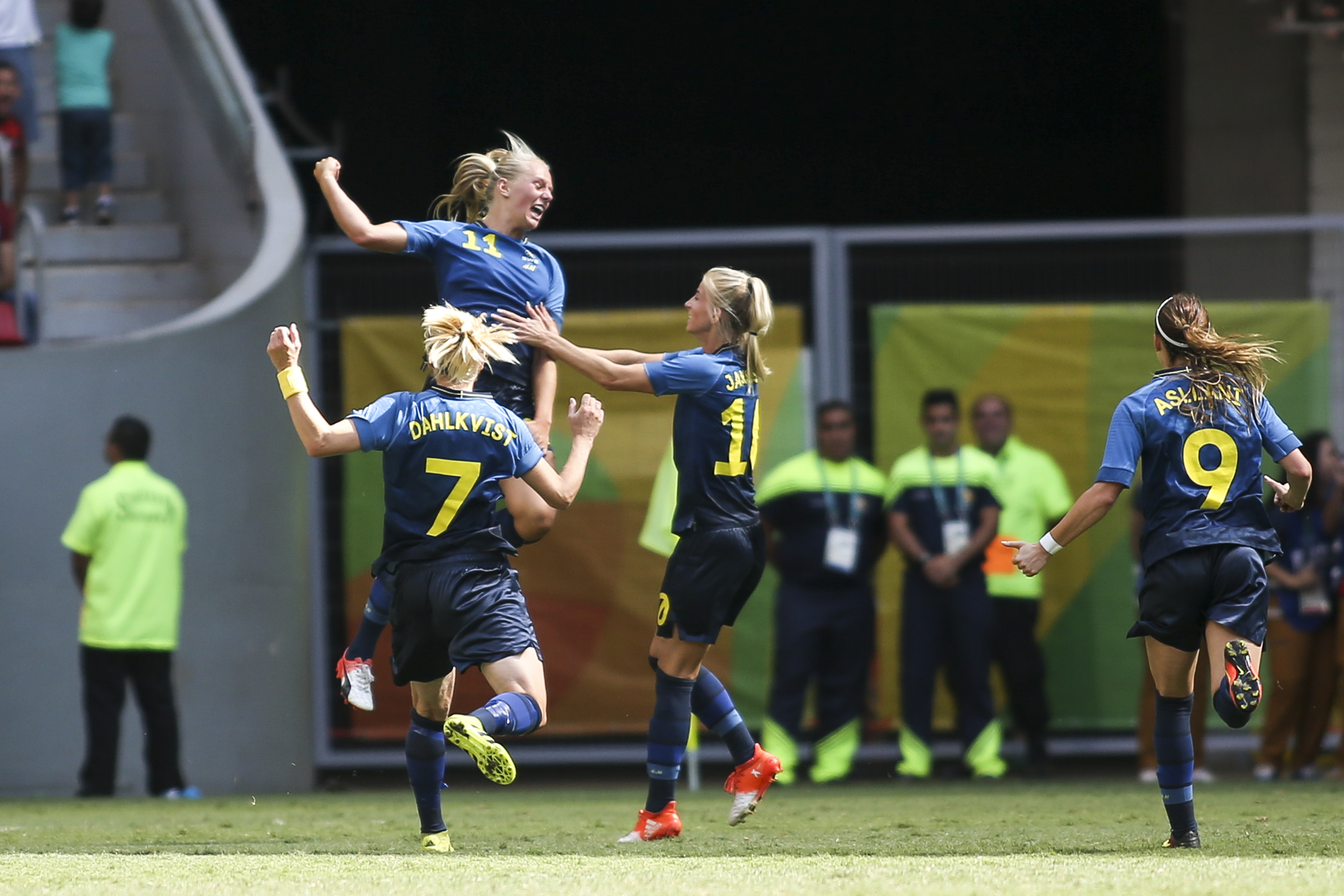
Stina Blackstenius efter sitt mål på USA i kvartsfinalen i OS 2016.

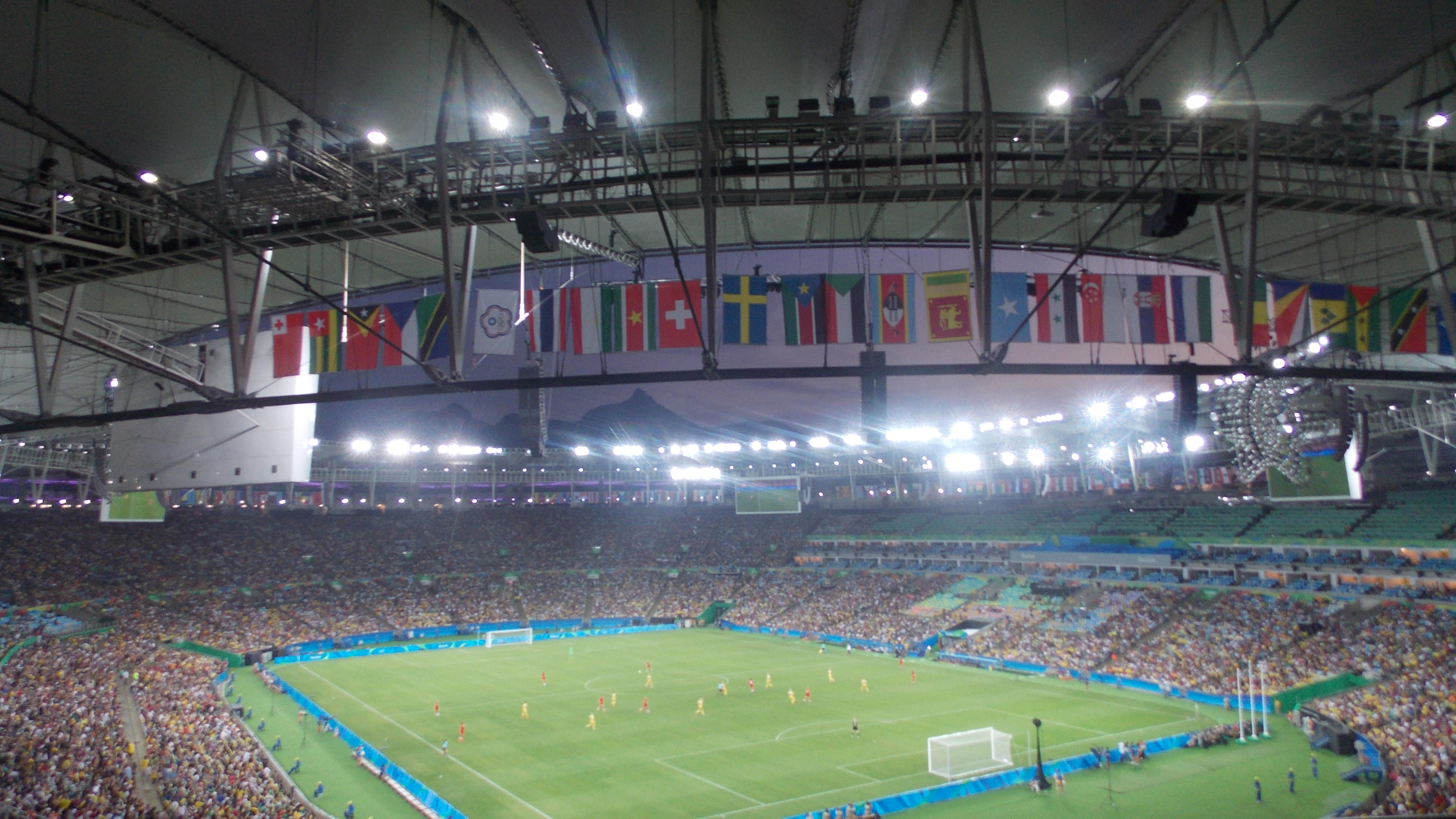
Finalen i OS mellan Sverige och Tyskland på Maracanã Stadium, Rio de Janeiro

Sveriges damlandskamper i fotboll 2016. Under säsongen 2016 var det OS som var årets stora mästerskap, där det svenska damlandslaget nådde final. Det spelades även kval till OS, för de europeiska lag som hade nått åttondelsfinal men inte längre vid VM 2015. Förutom detta spelades kvalmatcher till EM 2017, samt ett antal träningsmatcher.

## Träningslandskamp vinter
|             | 26 januari  | Sverige | 6 – 0           | Skottland | Prioritet Serneke Arena                                  |                                                          |
| 18:00 UTC+1 | 18:00 UTC+1 | Lisa Dahlkvist 40′ Magdalena Eriksson 45′ Sofia Jakobsson 45+1′ Lotta Schelin 68′ Pauline Hammarlund 78′, 83′ | (3 – 0) Rapport |           | Göteborg Publik: 1 241 Domare: Lina Lehtovaara (Finland) | Göteborg Publik: 1 241 Domare: Lina Lehtovaara (Finland) |
| 18:00 UTC+1 | 18:00 UTC+1 | |                 |           | Göteborg Publik: 1 241 Domare: Lina Lehtovaara (Finland) | Göteborg Publik: 1 241 Domare: Lina Lehtovaara (Finland) |
| 18:00 UTC+1 | 18:00 UTC+1 | |                 |           | Göteborg Publik: 1 241 Domare: Lina Lehtovaara (Finland) | Göteborg Publik: 1 241 Domare: Lina Lehtovaara (Finland) |

## OS-kval
| 1           | 2 mars 2016 | Norge | 0 – 1           | Sverige           | Stadion Woudestein                                         |                                                            |
| 19:30 UTC+1 | 19:30 UTC+1 |       | (0 – 1) Rapport | 3′ Lisa Dahlkvist | Rotterdam Publik: 401 Domare: Bibiana Steinhaus (Tyskland) | Rotterdam Publik: 401 Domare: Bibiana Steinhaus (Tyskland) |
| 19:30 UTC+1 | 19:30 UTC+1 |       |                 |                   | Rotterdam Publik: 401 Domare: Bibiana Steinhaus (Tyskland) | Rotterdam Publik: 401 Domare: Bibiana Steinhaus (Tyskland) |
| 19:30 UTC+1 | 19:30 UTC+1 |       |                 |                   | Rotterdam Publik: 401 Domare: Bibiana Steinhaus (Tyskland) | Rotterdam Publik: 401 Domare: Bibiana Steinhaus (Tyskland) |

| 4           | 5 mars 2016 | Sverige            | 1 – 0           | Schweiz | Stadion Woudestein                         |                                            |
| 19:30 UTC+1 | 19:30 UTC+1 | Caroline Seger 44′ | (1 – 0) Rapport |         | Rotterdam Domare: Katalin Kulcsar (Ungern) | Rotterdam Domare: Katalin Kulcsar (Ungern) |
| 19:30 UTC+1 | 19:30 UTC+1 |                    |                 |         | Rotterdam Domare: Katalin Kulcsar (Ungern) | Rotterdam Domare: Katalin Kulcsar (Ungern) |
| 19:30 UTC+1 | 19:30 UTC+1 |                    |                 |         | Rotterdam Domare: Katalin Kulcsar (Ungern) | Rotterdam Domare: Katalin Kulcsar (Ungern) |

| 6           | 9 mars 2016 | Nederländerna       | 1 – 1           | Sverige            | Sparta Stadion Het Kasteel                                |                                                           |
| 19:30 UTC+1 | 19:30 UTC+1 | Vivianne Miedema 5′ | (1 – 1) Rapport | 45′ Olivia Schough | Rotterdam Publik: 6 085 Domare: Kateryna Monzul (Ukraina) | Rotterdam Publik: 6 085 Domare: Kateryna Monzul (Ukraina) |
| 19:30 UTC+1 | 19:30 UTC+1 |                     |                 |                    | Rotterdam Publik: 6 085 Domare: Kateryna Monzul (Ukraina) | Rotterdam Publik: 6 085 Domare: Kateryna Monzul (Ukraina) |
| 19:30 UTC+1 | 19:30 UTC+1 |                     |                 |                    | Rotterdam Publik: 6 085 Domare: Kateryna Monzul (Ukraina) | Rotterdam Publik: 6 085 Domare: Kateryna Monzul (Ukraina) |

## EM-kval vår
|             | 8 april     | Slovakien | 0 – 3           | Sverige                                                     | NTC Poprad                                              |                                                         |
| 17:00 UTC+2 | 17:00 UTC+2 |           | (0 – 1) Rapport | 27′ Emilia Brodin 55′ Linda Sembrant 63′ Stina Blackstenius | Poprad Publik: 646 Domare: Eleni Lampadariou (Grekland) | Poprad Publik: 646 Domare: Eleni Lampadariou (Grekland) |
| 17:00 UTC+2 | 17:00 UTC+2 |           |                 |                                                             | Poprad Publik: 646 Domare: Eleni Lampadariou (Grekland) | Poprad Publik: 646 Domare: Eleni Lampadariou (Grekland) |
| 17:00 UTC+2 | 17:00 UTC+2 |           |                 |                                                             | Poprad Publik: 646 Domare: Eleni Lampadariou (Grekland) | Poprad Publik: 646 Domare: Eleni Lampadariou (Grekland) |

|             | 2 juni      | Polen | 0 – 4           | Sverige                                                                        | Stadion LKS                                    |                                                |
| 18:00 UTC+2 | 18:00 UTC+2 |       | (0 – 1) Rapport | 40′ Amanda Ilestedt 60′ Lotta Schelin 70′ Kosovare Asllani 87′ Fridolina Rolfö | Publik: 1 724 Domare: Olga Zadinová (Tjeckien) | Publik: 1 724 Domare: Olga Zadinová (Tjeckien) |
| 18:00 UTC+2 | 18:00 UTC+2 |       |                 |                                                                                | Publik: 1 724 Domare: Olga Zadinová (Tjeckien) | Publik: 1 724 Domare: Olga Zadinová (Tjeckien) |
| 18:00 UTC+2 | 18:00 UTC+2 |       |                 |                                                                                | Publik: 1 724 Domare: Olga Zadinová (Tjeckien) | Publik: 1 724 Domare: Olga Zadinová (Tjeckien) |

|             | 6 juni      | Sverige                                                                           | 6 – 0           | Moldavien | Gamla Ullevi                                                  |                                                               |
| 17:45 UTC+2 | 17:45 UTC+2 | 34′ (sjm.) Kosovare Asllani 41′, 61′ Fridolina Rolfö 48′, 88′ Emma Berglund 90+3′ | (2 – 0) Rapport |           | Göteborg Publik: 9 168 Domare: Graziella Pirriatore (Italien) | Göteborg Publik: 9 168 Domare: Graziella Pirriatore (Italien) |
| 17:45 UTC+2 | 17:45 UTC+2 |                                                                                   |                 |           | Göteborg Publik: 9 168 Domare: Graziella Pirriatore (Italien) | Göteborg Publik: 9 168 Domare: Graziella Pirriatore (Italien) |
| 17:45 UTC+2 | 17:45 UTC+2 |                                                                                   |                 |           | Göteborg Publik: 9 168 Domare: Graziella Pirriatore (Italien) | Göteborg Publik: 9 168 Domare: Graziella Pirriatore (Italien) |

## Vänskapslandskamp inför OS
|             | 21 juli     | Sverige                                                    | 3–0           | Japan | Guldfågeln Arena                                      |                                                       |
| 16:00 UTC+2 | 16:00 UTC+2 | Lotta Schelin 76′ Fridolina Rolfö 87′ Olivia Schough 90+3′ | (0–0) Rapport |       | Kalmar Publik: 5 073 Domare: Monika Mularczyk (Polen) | Kalmar Publik: 5 073 Domare: Monika Mularczyk (Polen) |
| 16:00 UTC+2 | 16:00 UTC+2 |                                                            |               |       | Kalmar Publik: 5 073 Domare: Monika Mularczyk (Polen) | Kalmar Publik: 5 073 Domare: Monika Mularczyk (Polen) |
| 16:00 UTC+2 | 16:00 UTC+2 |                                                            |               |       | Kalmar Publik: 5 073 Domare: Monika Mularczyk (Polen) | Kalmar Publik: 5 073 Domare: Monika Mularczyk (Polen) |

## OS

### Gruppspel
| 1           | 3 augusti 2016 | Sverige           | 1 – 0            | Sydafrika | Estádio Olímpico João Havelange                                |                                                                |
| 13:00 UTC−3 | 13:00 UTC−3    | Nilla Fischer 76′ | (0 – 0) Rappport |           | Rio de Janeiro Publik: 13 439 Domare: Teodora Albon (Rumänien) | Rio de Janeiro Publik: 13 439 Domare: Teodora Albon (Rumänien) |
| 13:00 UTC−3 | 13:00 UTC−3    |                   |                  |           | Rio de Janeiro Publik: 13 439 Domare: Teodora Albon (Rumänien) | Rio de Janeiro Publik: 13 439 Domare: Teodora Albon (Rumänien) |
| 13:00 UTC−3 | 13:00 UTC−3    |                   |                  |           | Rio de Janeiro Publik: 13 439 Domare: Teodora Albon (Rumänien) | Rio de Janeiro Publik: 13 439 Domare: Teodora Albon (Rumänien) |

| 12          | 6 augusti 2016 | Brasilien                                            | 5 – 1            | Sverige           | Estádio Olímpico João Havelange                              |                                                              |
| 22:00 UTC−3 | 22:00 UTC−3    | Beatriz 21′, 86′ Cristiane 24′ Marta 44′ (str.), 80′ | (3 – 0) Rappport | 89′ Lotta Schelin | Rio de Janeiro Publik: 43 384 Domare: Lucia Venegas (Mexiko) | Rio de Janeiro Publik: 43 384 Domare: Lucia Venegas (Mexiko) |
| 22:00 UTC−3 | 22:00 UTC−3    |                                                      |                  |                   | Rio de Janeiro Publik: 43 384 Domare: Lucia Venegas (Mexiko) | Rio de Janeiro Publik: 43 384 Domare: Lucia Venegas (Mexiko) |
| 22:00 UTC−3 | 22:00 UTC−3    |                                                      |                  |                   | Rio de Janeiro Publik: 43 384 Domare: Lucia Venegas (Mexiko) | Rio de Janeiro Publik: 43 384 Domare: Lucia Venegas (Mexiko) |

| 16          | 9 augusti 2016 | Kina | 0 – 0    | Sverige | Estádio Nacional Mané Garrincha                        |                                                        |
| 22:00 UTC−3 | 22:00 UTC−3    |      | Rappport |         | Brasília Publik: 7 648 Domare: Olga Miranda (Paraguay) | Brasília Publik: 7 648 Domare: Olga Miranda (Paraguay) |
| 22:00 UTC−3 | 22:00 UTC−3    |      |          |         | Brasília Publik: 7 648 Domare: Olga Miranda (Paraguay) | Brasília Publik: 7 648 Domare: Olga Miranda (Paraguay) |
| 22:00 UTC−3 | 22:00 UTC−3    |      |          |         | Brasília Publik: 7 648 Domare: Olga Miranda (Paraguay) | Brasília Publik: 7 648 Domare: Olga Miranda (Paraguay) |

### Slutspel

#### Kvartsfinal
| 19          | 12 augusti 2016 | USA                                                               | 0000 1 – 1 (e.fl.)                                  | Sverige                                                                     | Estádio Nacional Mané Garrincha                                   |                                                                   |
| 13:00 UTC-3 | 13:00 UTC-3     | Alex Morgan 77′                                                   | (0 – 0) Rapport                                     | 61′ Stina Blackstenius                                                      | Brasília Publik: 13 892 Domare: Anna-Marie Keighley (Nya Zeeland) | Brasília Publik: 13 892 Domare: Anna-Marie Keighley (Nya Zeeland) |
| 13:00 UTC-3 | 13:00 UTC-3     |                                                                   |                                                     |                                                                             | Brasília Publik: 13 892 Domare: Anna-Marie Keighley (Nya Zeeland) | Brasília Publik: 13 892 Domare: Anna-Marie Keighley (Nya Zeeland) |
| 13:00 UTC-3 | 13:00 UTC-3     | Alex Morgan Lindsey Horan Carli Lloyd Morgan Brian Christen Press | Straffsparksläggning 3 – 4 USA sköt första straffen | Lotta Schelin Kosovare Asllani Linda Sembrant Caroline Seger Lisa Dahlkvist | Brasília Publik: 13 892 Domare: Anna-Marie Keighley (Nya Zeeland) | Brasília Publik: 13 892 Domare: Anna-Marie Keighley (Nya Zeeland) |

#### Semifinal
| 24          | 16 augusti 2016 | Brasilien                                        | 0000 0 – 0 (e.fl.)                                        | Sverige                                                                    | Maracanã                                                     |                                                              |
| 13:00 UTC−3 | 13:00 UTC−3     |                                                  | Rapport                                                   |                                                                            | Rio de Janeiro Publik: 70 454 Domare: Lucia Venegas (Mexiko) | Rio de Janeiro Publik: 70 454 Domare: Lucia Venegas (Mexiko) |
| 13:00 UTC−3 | 13:00 UTC−3     |                                                  |                                                           |                                                                            | Rio de Janeiro Publik: 70 454 Domare: Lucia Venegas (Mexiko) | Rio de Janeiro Publik: 70 454 Domare: Lucia Venegas (Mexiko) |
| 13:00 UTC−3 | 13:00 UTC−3     | Marta Cristiane Andressa Alves Rafaelle Andressa | Straffsparksläggning 3 – 4 Brasilien sköt första straffen | Lotta Schelin Kosovare Asllani Caroline Seger Nilla Fischer Lisa Dahlkvist | Rio de Janeiro Publik: 70 454 Domare: Lucia Venegas (Mexiko) | Rio de Janeiro Publik: 70 454 Domare: Lucia Venegas (Mexiko) |

#### Final
| 26          | 19 augusti 2016 | Sverige                | 1 – 2           | Tyskland                                         | Maracanã                                                     |                                                              |
| 17:30 UTC−3 | 17:30 UTC−3     | Stina Blackstenius 67′ | (0 – 0) Rapport | 48′ Dzsenifer Marozsán 62′ (sjm.) Linda Sembrant | Rio de Janeiro Publik: 52 432 Domare: Carol Chenard (Kanada) | Rio de Janeiro Publik: 52 432 Domare: Carol Chenard (Kanada) |
| 17:30 UTC−3 | 17:30 UTC−3     |                        |                 |                                                  | Rio de Janeiro Publik: 52 432 Domare: Carol Chenard (Kanada) | Rio de Janeiro Publik: 52 432 Domare: Carol Chenard (Kanada) |
| 17:30 UTC−3 | 17:30 UTC−3     |                        |                 |                                                  | Rio de Janeiro Publik: 52 432 Domare: Carol Chenard (Kanada) | Rio de Janeiro Publik: 52 432 Domare: Carol Chenard (Kanada) |

## EM-kval höst
|             | 15 september | Sverige                                  | 2 – 1           | Slovakien               | Gamla Ullevi                                                      |                                                                   |
| 18:45 UTC+2 | 18:45 UTC+2  | Emilia Brodin 23′ Pauline Hammarlund 65′ | (1 – 0) Rapport | 59′ Patrícia Fischerová | Göteborg Publik: 11 460 Domare: Anastasia Pustovoitova (Ryssland) | Göteborg Publik: 11 460 Domare: Anastasia Pustovoitova (Ryssland) |
| 18:45 UTC+2 | 18:45 UTC+2  |                                          |                 |                         | Göteborg Publik: 11 460 Domare: Anastasia Pustovoitova (Ryssland) | Göteborg Publik: 11 460 Domare: Anastasia Pustovoitova (Ryssland) |
| 18:45 UTC+2 | 18:45 UTC+2  |                                          |                 |                         | Göteborg Publik: 11 460 Domare: Anastasia Pustovoitova (Ryssland) | Göteborg Publik: 11 460 Domare: Anastasia Pustovoitova (Ryssland) |

|             | 20 september | Danmark                               | 2 – 0           | Sverige | Energi Viborg Arena                                   |                                                       |
| 19:00 UTC+2 | 19:00 UTC+2  | Johanna Rasmussen 12′ Nadia Nadim 47′ | (1 – 0) Rapport |         | Viborg Publik: 7 432 Domare: Jana Adámková (Tjeckien) | Viborg Publik: 7 432 Domare: Jana Adámková (Tjeckien) |
| 19:00 UTC+2 | 19:00 UTC+2  |                                       |                 |         | Viborg Publik: 7 432 Domare: Jana Adámková (Tjeckien) | Viborg Publik: 7 432 Domare: Jana Adámková (Tjeckien) |
| 19:00 UTC+2 | 19:00 UTC+2  |                                       |                 |         | Viborg Publik: 7 432 Domare: Jana Adámková (Tjeckien) | Viborg Publik: 7 432 Domare: Jana Adámková (Tjeckien) |

## Träningsmatcher höst
|             | 21 oktober  | Sverige                                                                          | 7 – 0           | Iran | Gamla Ullevi                                              |                                                           |
| 18:45 UTC+2 | 18:45 UTC+2 | Mimmi Larsson 4′ Magdalena Eriksson 14′, 24′, 45+2′ Olivia Schough 16′, 33′, 45′ | (7 – 0) Rapport |      | Göteborg Publik: 1 736 Domare: Petra Pavlikova (Ryssland) | Göteborg Publik: 1 736 Domare: Petra Pavlikova (Ryssland) |
| 18:45 UTC+2 | 18:45 UTC+2 |                                                                                  |                 |      | Göteborg Publik: 1 736 Domare: Petra Pavlikova (Ryssland) | Göteborg Publik: 1 736 Domare: Petra Pavlikova (Ryssland) |
| 18:45 UTC+2 | 18:45 UTC+2 |                                                                                  |                 |      | Göteborg Publik: 1 736 Domare: Petra Pavlikova (Ryssland) | Göteborg Publik: 1 736 Domare: Petra Pavlikova (Ryssland) |

|             | 24 oktober  | Norge | 0 – 0   | Sverige | Sparebanken Sør Arena                                             |                                                                   |
| 19:00 UTC+2 | 19:00 UTC+2 |       | Rapport |         | Kristiansand Publik: 1 436 Domare: Florence Guillemin (Frankrike) | Kristiansand Publik: 1 436 Domare: Florence Guillemin (Frankrike) |
| 19:00 UTC+2 | 19:00 UTC+2 |       |         |         | Kristiansand Publik: 1 436 Domare: Florence Guillemin (Frankrike) | Kristiansand Publik: 1 436 Domare: Florence Guillemin (Frankrike) |
| 19:00 UTC+2 | 19:00 UTC+2 |       |         |         | Kristiansand Publik: 1 436 Domare: Florence Guillemin (Frankrike) | Kristiansand Publik: 1 436 Domare: Florence Guillemin (Frankrike) |

## Sveriges målgörare 2016
- Olivia Schough 5
- Lotta Schelin 4 + 2
- Magdalena Eriksson 4
- Fridolina Rolfö 4
- Kosovare Asllani 3 + 1
- Pauline Hammarlund 3
- Stina Blackstenius 3
- Lisa Dahlkvist 2 + 2
- Emilia Brodin 2
- Caroline Seger 1 + 2
- Nilla Fischer 1 + 1
- Sofia Jakobsson 1
- Linda Sembrant 1
- Amanda Ilestedt 1
- Emma Berglund 1
- Mimmi Larsson 1
- Självmål 1

### Fotnoter
1. 1 2  ”Rapport SvFF”. svenskfotboll.se. Svenska fotbollförbundet. Arkiverad från originalet den 27 juni 2022. https://web.archive.org/web/20220627155922/https://www.svenskfotboll.se/matchfakta/norge-sverige-landskamper-dam-senior/3197075/. Läst 27 juni 2022.
2. ↑  ”Rapport SvFF”. svenskfotboll.se. Svenska fotbollförbundet. Arkiverad från originalet den 27 juni 2022. https://web.archive.org/web/20220627155942/https://www.svenskfotboll.se/matchfakta/sverige-schweiz-landskamper-dam-senior/3197078/. Läst 27 juni 2022.
3. 1 2  ”Rapport SvFF”. svenskfotboll.se. Svenska fotbollförbundet. https://www.svenskfotboll.se/matchfakta/nederlanderna-sverige-landskamper-dam-senior/3197080/. Läst 27 juni 2022.